# اینار لیبرگ
اینار لیبرگ ورزشکار مرد رشتهٔ ورزش تیراندازی اهل کشور نروژ است. وی در بین سال‌های ‎۱۹۰۸ تا ۱۹۲۴ میلادی در مسابقات بازی‌های المپیک تابستانی در مجموع ۷ مدال، شامل ۴ مدال طلا و ۲ نقره و ۱ برنز را کسب کرد.